# X-Smiles
X-Smiles ist ein experimenteller freier Webbrowser, der vorrangig für den Einsatz in mobilen sowie in eingebetteten Geräten konzipiert ist.

## Besonderheiten
Das Besondere an X-Smiles ist, dass nur XML-basierte Auszeichnungssprachen unterstützt werden, was zur Folge hat, dass HTML-Seiten meistens falsch dargestellt werden. Dennoch kann X-Smiles sinnvoll zum Testen verwendet werden, da er teilweise Technologien unterstützt, die in anderen Browsern fehlen.

## Unterstützte Auszeichnungssprachen
- SMIL 2.0 Basic (teilweise)
- SVG (benutzt CSIRIO[1])
- XHTML 2.0 (teilweise)
- XML Parsing (benutzt JAXP[2])
- XForms 2.0
- CSS
- CSS mit XML
- XSL (teilweise)
- X3D

## Andere Merkmale
- Videokonferenz über SIP (teilweise)
- XML Authentification
- XML Events
- JavaScript